# Filientomon sibiricum
Filientomon sibiricum är en urinsektsart som beskrevs av Andrzej Szeptycki 1988. Filientomon sibiricum ingår i släktet Filientomon och familjen lönntrevfotingar. Inga underarter finns listade i Catalogue of Life.